# Schmuttertal-Gymnasium Diedorf
Das Schmuttertal-Gymnasium Diedorf ist ein Anfang des 21. Jahrhunderts in der bayerischen Marktgemeinde Diedorf gegründetes Gymnasium. Der 2015 fertiggestellte Neubau wurde als Plusenergiehaus errichtet und unter anderem mit dem Deutschen Architekturpreis 2017 ausgezeichnet.
Der Name des Gymnasiums bezieht sich auf seine Lage im Tal der Schmutter, die in weniger als 100 Metern Entfernung nordwestlich der Schule in natürlichen Mäandern fließt.

## Geschichte
Das Schmuttertal-Gymnasium Diedorf wurde 2010 gegründet. Im ersten Jahr wurden nur Klassen der Jahrgangsstufe fünf gebildet und im dritten Stockwerk der Diedorfer Mittelschule unterrichtet. Im Folgejahr zogen Schüler und Lehrer provisorisch für rund vier Jahre in Container um, bevor sie 2015 in den dann fertiggestellten Neubau umziehen konnten.

## Pädagogisches Konzept
Das Schmuttertal-Gymnasium ist eine Campusschule mit architektonisch-pädagogisch gestalteten „offenen Lernlandschaften“. Die Klassenzimmer einer Jahrgangsstufe sind um einen Arbeitsbereich, den „Campus“, angeordnet, in dem die Schülerinnen und Schüler selbstständig Arbeitsaufträge bearbeiten können. Dafür stehen auch Computer zur Verfügung, die auf Anweisung der Lehrkräfte genutzt werden können. Breite Türen und große Glasflächen sorgen für eine räumliche Einheit der Klassenzimmer mit dem vorgelagerten Jahrgangsstufen-Campus und helfen den Lehrkräften so durch ihre Transparenz, bei den Schülern präsent zu sein, auch wenn diese häufig in räumlich verteilten Gruppen arbeiten. Um die offenen Lernlandschaften optimal nutzen zu können, wird generell im Doppelstunden-Konzept unterrichtet.
Schon in den Containern wurde besonderes Augenmerk auf die technische Ausstattung der Schule gelegt: Jedes Klassenzimmer ist mit Beamer und Whiteboard ausgestattet.
2024 verließ der letzte G8-Abitur-Jahrgang die Schule. Um den zusätzlichen Raumbedarf für das G9 zu stemmen, werden seit 2023 nur vierzügige Jahrgangsstufen gebildet.

## Architektur
Mit dem Schulneubau (Fertigstellung 2016) wurde die Architekten-Arbeitsgemeinschaft Florian Nagler und Hermann Kaufmann (ZT GmbH) beauftragt. Diese entwarfen die innovativen Gebäude als Modellprojekt für ein Plusenergiehaus.
Das Gebäude ist in Holzskelettbauweise errichtet und besteht aus vier Baukörpern. Es bietet neben klassischen Klassenzimmern auch Räume zur Einzel- oder Gruppenarbeit an. Es galt bei seiner Eröffnung als das größte Gebäude Europas in Holzbauweise.

## Förderung und Preise
Die Deutsche Bundesstiftung Umwelt (DBU) förderte den Bau mit 1,1 Millionen Euro.
Ende November 2016 wurde das Schulgebäude-Ensemble im Rahmen des 9. Deutschen Nachhaltigkeitstages von der Deutschen Gesellschaft für Nachhaltiges Bauen (DGNB) und der Stiftung Deutscher Nachhaltigkeitspreis mit dem DGNB Preis „Nachhaltiges Bauen“ ausgezeichnet. Gewürdigt wurde die Verwendung nachwachsender Rohstoffe in der Holzkonstruktion, die nur wenig „graue Energie“ benötigte und auch für eine gute CO2-Bilanz sorgte. Zudem ermöglichte der Einsatz hocheffizienter Haustechniksysteme sowie einer Photovoltaikanlage die Erzeugung zusätzlicher, „Plus-Energie“. Dazu füge sich das Gebäude-Ensemble auch „auf herausragende Weise in die Landschaft am Rand des Naturparks Augsburg – Westliche Wälder“ ein. Architekten und Bauherren schufen „eine spannende Lernlandschaft mit einer vorbildhaft neuen Entwurfs- und Herstellungsmethodik“, bei der mittels modularer Fertigung in nur zwei Jahren Bauzeit eine kostengünstige Anlage gelungen sei.
2017 entschied sich die Jury zur Vergabe des staatlichen Deutschen Architekturpreises (DAP) unter 160 Einreichungen für die Architekten des Schmuttertal-Gymnasiums. Das ressourcenschonende Plusenergiehaus sei ein klug und feinsinnig gestaltetes Gebäude, das „auf die wesentlichen ästhetischen, funktionalen und prozessualen Fragestellungen der Architektur durchweg überzeugende Antworten“ gefunden hätte. Bundesbauministerin Barbara Hendricks bezeichnete den Bau als „zukunftsweisende nachhaltige Architektur“, während die Präsidentin der Bundesarchitektenkammer Barbara Ettinger-Brinckmann die Fokussierung auf das „gesellschaftlich so bedeutsame Thema des Schulbaus“ begrüßte.
Das Schmuttertal-Gymnasium Diedorf wurde Mitte 2017 zudem mit dem Deutschen Holzbaupreis ausgezeichnet.

## Logo
Die Schule hat in ihrem Logo den Schmetterling (ursprünglich: Dunkler Wiesenknopf-Ameisenbläuling) des Biodiversitätsprojekts Schmuttertal übernommen.

## Schriften
- Jahresbericht … / SGD, Schmuttertal-Gymnasium Diedorf, ZDB-ID 2737205-4 erscheint jährlich.
- Papillon (Schülerzeitung) / SGD, Schmuttertal-Gymnasium, erscheint jährlich.